# Vương tộc Vasa
Vương tộc Vasa hoặc Wasa (tiếng Thụy Điển: Vasaätten, tiếng Ba Lan: Wazowie, tiếng Litva: Vazos) là một Vương tộc thuộc thời kỳ cận đại được thành lập vào năm 1523 tại Thụy Điển. Các thành viên của gia tộc là người cai trị Vương quốc Thụy Điển từ năm 1523 đến năm 1654, Khối thịnh vượng chung Ba Lan-Lietuva từ năm 1587 đến năm 1668, và nhánh nam của vương tộc đã kết thúc sau cái chết của Jan II Kazimierz của Ba Lan vào năm 1672.

## Thành viên

### Quý tộc Thụy Điển
- Johan Kristiernsson Vasa xứ Örby tại tỉnh Uppland
- Erik Johansson Vasa (1470–1520), Cố vấn Cơ mật, lãnh chúa Lâu đài Rydboholm tại Roslagen

### Nhiếp chính Thụy Điển
- Kettil Karlsson (k. 1433–1465), Giám mục Linköping, trị vì với tư cách là Lãnh chúa Bảo hộ và Nhiếp chính của Thụy Điển từ 1464–1465

### Quân chủ Thụy Điển
- Gustav I (sinh 1496, trị vì 1523–1560)
- Erik XIV (trị vì 1560–1568)
- Johan III (trị vì 1568–1592)
- Sigismund (trị vì 1592–1599)
- Karl IX (trị vì 1599–1611; chính thức lên ngôi vào tháng 3 năm 1604)
- Gustavus Adolphus (Gustav Adolf Đại đế) (trị vì 1611–1632)
- Kristina (trị vì 1632–1654)

Vào năm 1654, Kristina của Thụy Điển (con gái của Gustavus Adolphus, người giành chiến thắng trong Chiến tranh Ba mươi năm) thoái vị, cải đạo sang Công giáo La Mã và rời khỏi đất nước. Ngai vàng Thụy Điển sau đó được trao cho người anh họ cùng cha khác mẹ của Christina là Karl X thuộc Vương tộc Pfalz-Zweibrücken, một nhánh phụ của Vương tộc Wittelsbach.
Các vị vua của Vương tộc Holstein-Gottorp, trị vì từ năm 1751 đến năm 1818, đã nhấn mạnh dòng dõi Vasa của họ thông qua một dòng dõi nữ. Quốc vương hiện tại của Vương tộc Bernadotte cũng tuyên bố về nguồn gốc Vasa, rằng Karl XIV là con nuôi của Karl XIII; con trai ông là Oscar I kết hôn với một hậu duệ Vasa là Joséphine xứ Leuchtenberg; cháu trai là Gustaf V kết hôn với Viktoria xứ Baden, chắt của Gustav IV Adolf thuộc vương tộc Holstein-Gottorp.

### Quân chủ Ba Lan và Lietuva
- Zygmunt III Waza (1587–1632)
- Władysław IV (1632–1648)
- Jan II Kazimierz (1648–1668)

Johan III của Thụy Điển kết hôn với Katarzyna Jagiellonka, em gái Zygmunt II August của Ba Lan. Khi Zygmunt II qua đời mà không có con, con trai của Johan III và Katarzyna Jagiellonka được bầu làm Vua Ba Lan và Đại vương công Lietuva vào năm 1587 với tên gọi Zygmunt III, và ông cũng giành được ngai vàng Thụy Điển sau khi Johan qua đời.
Tuy nhiên, việc Zygmunt theo Công giáo đã khiến ông mất đi ngai vàng Thụy Điển, sau đó người chú theo đạo Luther của Zygmunt là Karl IX đã kế vị ngai vàng. Từ thời điểm này trở đi tồn tại hai Vương tộc Vasa, một là nhánh chính theo Công giáo cai trị tại Ba Lan và Litva, hai là nhánh phụ theo Tin lành cai trị tại Thụy Điển, và việc này đã dẫn đến nhiều cuộc chiến tranh giữa hai vương quốc. Triều đại Vasa của Ba Lan kết thúc sau cái chết của Jan II Kazimierz.

Vương gia huy nhánh Ba Lan của Vương tộc Vasa với tư cách là vua được bầu của Ba Lan (Lietuva và Ruthenia) và là vua kế vị hợp pháp của Thụy Điển (Phần Lan và Estonia)
Biểu ngữ hoàng gia của Thịnh vượng chung Ba Lan và Litva trong thời cai trị của Vương tộc Vasa (1587–1668)